# Titanato zirconato de chumbo
O titanato zirconato de chumbo, ou PZT, em abreviação à sua fórmula (Pb[Zrx Ti1-x]O3 com 0<x<1) é um material  cerâmico perovskito caracterizado pelo efeito piezoelétrico.